# Castello di Oxford
Il castello di Oxford (in inglese Oxford castle) è un castello medievale situato nella città inglese di Oxford, nella regione dell'Oxfordshire.

## Storia

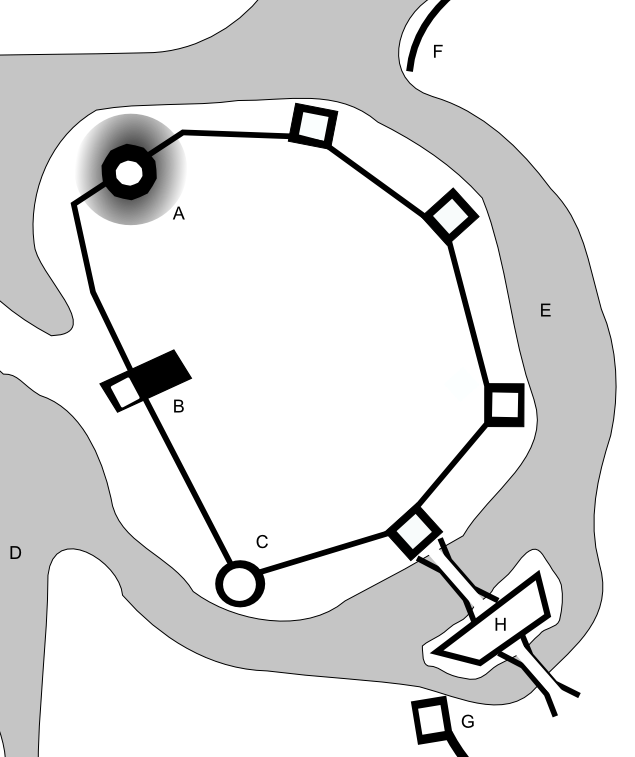
Mappa del castello di Oxford, nel 1250.
A: il motte e la torre
B: St George's Tower e la cappella
C: La Round Tower
D: fiume Isis (Tamigi)
E: fossato
F: mura cittadine
G: porta occidentale
G: porta occidentale
H: barbacane

### Costruzione
Secondo l'Abingdon Chronicle, il castello di Oxford venne costruito dal barone normanno Robert D'Oyly il vecchio dal 1071 al 1073. D'Oyly si recò nelle isole britanniche nel 1066 in occasione della conquista normanna dell'Inghilterra, sotto il comando di Guglielmo il Conquistatore (che gli aveva promesso numerose terre nell'Oxfordshire). Oxford divenne quindi teatro di numerosi scontri, e Guglielmo consigliò a D'Oyly di erigere un castello per dominare il villaggio. A tempo debito, d'Oyly divenne il proprietario terriero più importante dell'Oxfordshire; fra i suoi possedimenti vi era anche il castello di Oxford. Quest'ultimo non appare nel Domesday Book del 1086, ma si noti che il documento non era esaustivo, tanto che numerose erano le fortezze inglesi assenti.
D'Oyly collocò il castello nella parte occidentale della città, sfruttando la protezione naturale offerta da un affluente del Tamigi, oggi chiamato Castle Mill Stream, deviandone anche il flusso per produrre un fossato. Non è ancora certo se il maniero insistesse su un insediamento preesistente; sebbene appare chiara la sua natura di «castello urbano», incerta rimane la demolizione delle proprietà presenti sul sito prescelto. Il Domesday Book non registra alcuna demolizione, quindi la terra era con tutta probabilità già disabitata, a causa dei danni apportati dalla conquista normanna della città.
L'edificio iniziale era probabilmente un grande motte and bailey, molto simile alla struttura costruita sempre da D'Oyly a Wallingford, 19 km da Oxford. Un castello motte-and-baily consiste in una sorta di collinetta (motte) - su cui di solito si erge una dongione o una torre - e da un bailey, ovvero un cortile chiuso, circondato da una recinzione. Il motte era in origine alto 18 metri e largo 12, rinforzato (come il bailey) da strati di ghiaia e argilla rinforzata con paramento.
Intorno al dodicesimo secolo, il castello venne coinvolto da numerosi interventi; questi ultimi consentirono nel 1074, l'edificazione della St George's Tower, una torre di 9 m × 9 m che va assottigliandosi verso l'alto per mantenersi stabile. Si trattava della torre più grande del castello, caratteristica attribuibile alla felice collocazione della struttura, rivolta verso l'antica porta d'accesso ovest della città.
Lungo le mura era disposta una cappella, eretta probabilmente nell'antico sito di una chiesa. La cappella, intitolata a San Giorgio, si struttura su una sola navata ed è una tipica espressione dell'architettura normanna.
All'inizio del tredicesimo secolo, il torrione ligneo posto sulla cima del motte venne sostituito con una torre in pietra a base decagonale, alta 58 m e molto simile a quella del castello di Arundel. La torre, sebbene costituisse un notevole ingombro per il cortile interno (ristretto a soli 7 metri), era comunque fondamentale in caso di assedio: al suo interno, infatti, era collocato un pozzo.

### Ruolo nell'Anarchia e nella guerra dei Baroni

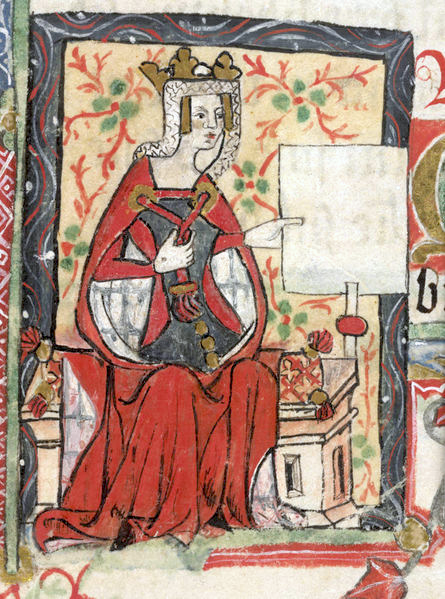
Matilde d'Inghilterra fuggì dal castello nel 1141, in piena Anarchia.

Robert D'Oyly il Giovane, nipote del sopraccitato Robert D'Oyly, ereditò il castello nel 1140, anno in cui l'Inghilterra era dilaniata dalla cosiddetta anarchia. Dopo un breve supporto verso re Stefano, D'Oyly rese esplicite le proprie simpatie verso Matilde d'Inghilterra, che nel 1141 pose la sua residenza nel castello di Oxford. La reazione di Stefano fu immediata: da Bristol, il re si recò a Oxford dove assediò l'imperatrice. Il monarca formò due tumuli, Jew's Mount e Mount Pelham, su cui collocò numerose armi da assedio, per poi attendere l'esaurimento delle risorse di Matilde per i successivi tre mesi. Stefano riscontrò numerose problematiche nel vettovagliamento delle sue truppe nei mesi invernali, difficoltà che non facevano che sottolineare l'efficacia del castello di Oxford.
Matilde, esausta dal blocco, riuscì a calarsi dai bastioni con una fune e scappare, durante una tormenta di neve, grazie ad un mantello bianco, favorita dal clima rigido che ghiacciò i flutti del fiume. Guglielmo di Malmesbury, tuttavia, suggerisce una versione diversa, secondo cui Matilde non fuggì discendendo la torre bensì attraversando una porta secondaria. La «signora degli Inglesi» riuscì comunque a salvarsi, raggiungendo a piedi Abingdon-on-Thames e da lì proseguendo a dorso di cavallo sino a Wallingford; destino meno felice toccò al castello, che venne assediato il giorno successivo. Essendo Robert D'Oyly il giovane morto durante l'assedio, il maniero fu promesso a Roger de Bussy per poi effettivamente passare a Henry D'Oyly, figlio di Robert, nel 1154.
Il castello fu nuovamente attaccato durante la prima guerra dei baroni, evento che spinse Falkes de Breaute a migliorare le strutture difensive. Falkes, infatti, nel 1220 decise di demolire la chiesa di St Budoc, posta nell'angolo sud-est del castello, per costruirvi un barbacane, utile per coprire l'area della porta d'accesso. Quanto costruito in legno venne sostituito con la pietra, materiale scelto anche per la costruzione della nuova torre, eretta nel 1235. Anche Enrico III introdusse varie novità nel castello: convertì parte della fortezza in una prigione, destinata agli universitari problematici, e rinnovò la cappella. A causa della presenza del Beaumont Palace a nord di Oxford, tuttavia, nel castello non ha mai dimorato nessuna famiglia dinastica.

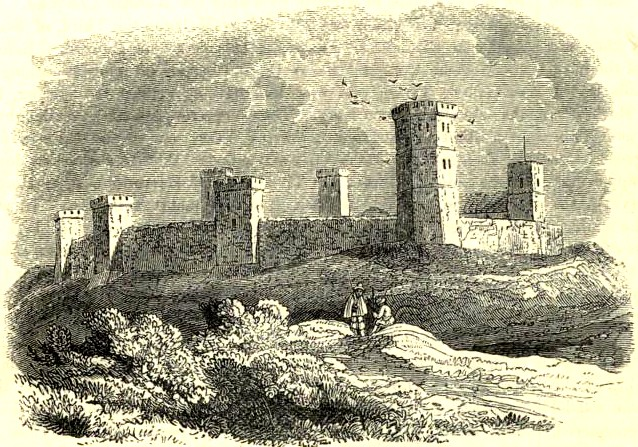
Come un'artista del 1845 immaginò il castello di Oxford durante i fasti quattrocenteschi

### Dal XIV al XVII secolo
Dal 1327 la fortificazione cadde in rovina a causa dell'età e dell'abbandono; gli interventi di restauro sarebbero costati 800 £. Dagli anni 1350 in poi, il castello perse quasi completamente il proprio ruolo militare; incominciò infatti da essere utilizzato come centro amministrativo, come prigione e come tribunale. Qui si tennero anche le assise fino al 1577, quando scoppiò un'epidemia che sarebbe poi divenuta nota come «assisa nera»: fra le vittime, si enumerano il lord luogotenente, due cavalieri, otto gentiluomini e l'intera giuria, che comprendeva anche Sir Robert D'Oyley, lontano parente del fondatore del castello.
Nel sedicesimo secolo il barbicane venne demolito per aumentare lo spazio destinato alle abitazioni; stessa sorte toccò al fossato, che andò progressivamente riempiendosi. Nel 1611, re Giacomo trasferì la proprietà del castello a Francis James e Robert Younglove, che a loro volta lo venderono al Christ Church College nel 1613. Il college, infine, mise in affitto il maniero a varie famiglie locali negli anni successivi.
Nel 1642 ebbe inizio la guerra civile inglese e i realisti scelsero Oxford come loro capitale. I soldati parlamentari, guidati dal colonnello Ingoldsby, misero sotto assedio la città nel 1646. Ingoldsby preferì migliorare le difese del castello piuttosto che la città circostante; la pietra medievale venne sostituita con una serie di baluardi di terra, mentre il torrione venne rinforzato da una serie di interventi grazie ai quali si ottenne una migliore piattaforma da sparo. Nel 1652, nell'ambito della terza guerra civile inglese, i Parlamentaristi distrussero queste difese, battendosi successivamente in ritirata presso il New College.

### Gli anni da prigione

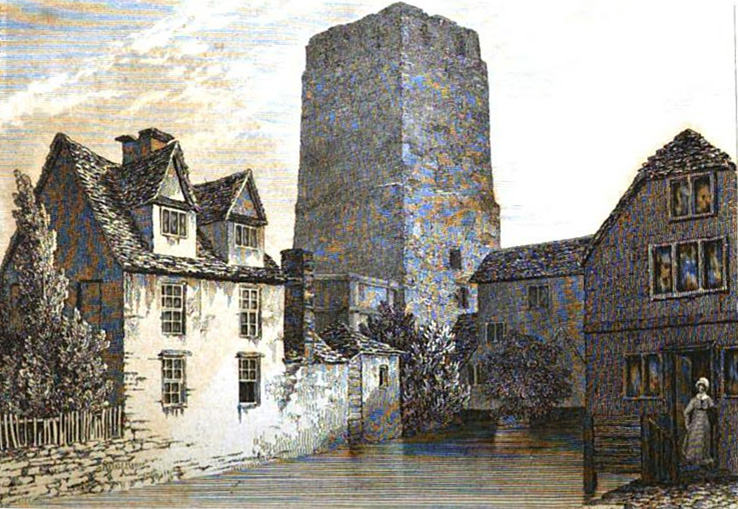
La Torre di San Giorgio nel 1832

Dopo la guerra civile, il castello di Oxford venne adibito a prigione locale, con delle aule destinate addirittura all'esecuzione capitale (pena alla quale venne sottoposta, per esempio, Mary Blandy nel 1752). Per la maggior parte del XVIII secolo, la prigione venne gestita dalle famiglie locali Etty e Wisdom, la cui infelice politica non fece che aumentare il degrado del castello. Addirittura, negli anni 1770, il riformatore John Howard visitò il castello numerose volte, non esitando a manifestare il proprio scontento sia per la grandezza delle celle che per la qualità di soggiorno, compromessa dal grande numero di parassiti che infestava il sito. Grazie alle critiche di Howard, le autorità locali decisero di ricostruire la Prigione di Oxford.
Gli interventi di ricostruzione vennero guidati dall'architetto londinese William Blackburn, che vi mise mano nel 1785. L'evoluzione urbanistica della città, in realtà, aveva già apportato numerosi cambiamenti al castello (il cui bailey, per esempio, nel 1769-1770 venne tagliato dalla costruenda New Road). Per permettere la costruzione della nuova prigione, venne demolito il college contiguo alla cappella di St George e venne riposizionata la cripta, sotto la guida dell'architetto Daniel Harris. Sotto l'impulso di Harris, tra l'altro, vennero avviate le prime indagini archeologiche nell'area, promosse anche dal noto antiquario Edward King.
Lo sviluppo urbanistico della zona continuò nel XIX secolo, con la costruzione della nuova County Hall nel 1840-1841 e della Oxfordshire Militia Armoury nel 1854; la stessa prigione venne estesa nel 1876.

### Oggi

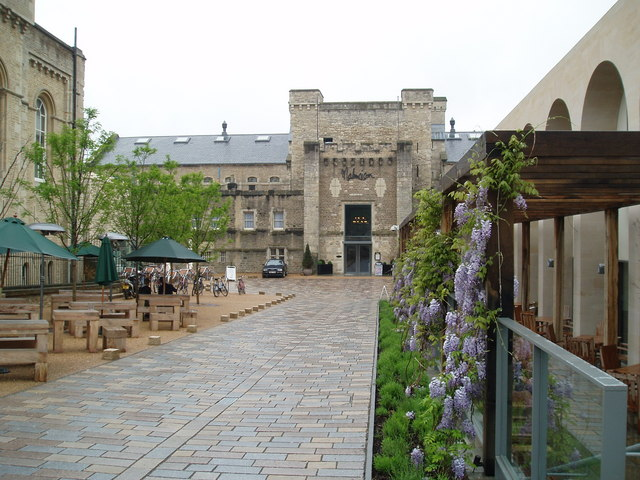
L'Oxford Malmaison

Sin dal 1954, le due parti più vecchie del castello sono protette in quanto monumento classificato di I grado e come Scheduled Monument.
All'interno della prigione, chiusa nel 1996, oggi trova sede l'Oxfordshire County Council. Da allora, l'edificio della prigione venne interessato da un progetto di recupero, che donò ai cittadini di Oxford un nuovo cortile per i mercatini e gli spettacoli teatrali, e visite guidate per visitare agevolmente la fortezza. Il complesso ospita anche un albergo della catena Malmaison, ovvero il Malmaison Oxford, che si estende su gran parte dei blocchi carcerari, con le celle convertite in stanze. Tuttavia, la parte della prigione legata alle esecuzioni capitali venne adibita a maxi-ufficio.
Il progetto di recupero, terminato ufficialmente il 5 maggio 2006, vinse il RICS Project of the Year Award 2007.